# Parapyxidognathus deianira
Parapyxidognathus deianira is een krabbensoort uit de familie van de Varunidae. De wetenschappelijke naam van de soort is voor het eerst geldig gepubliceerd in 1888 door De Man.